# Monica/Io con lei non ci sto più
Monica/Io con lei non ci sto più è il primo singolo del cantautore Ricky Tamaca pubblicato nel 1977.

## Descrizione
Minica/Io con lei non ci sto più è il primo 45 giri di Ricky Tamaca pubblicato nel 1977 con la casa discografica Baby Records. Entrambe le tracce sono due successi scritti e composti dallo stesso Tumaca e Antonio Paganelli. La seconda traccia intitolata Io con lei non ci sto più è stata presentata al Festival del Cantamare nel 1993. Entrambe le tracce sono incluse nel primo album intitolato Touch Me Baby pubblicato nel 1977.

## Tracce
1. Monica - 3:48 (R.Tammaccaro, A.Paganelli, R.Osterreicher)
2. Io con lei non ci sto più - 3:50 (R.Tammaccaro, A.Paganelli, R.Osterreicher)